# 拉默斯马特
拉默斯马特（法語：Rammersmatt，法語發音：[ʁaməʁsmat] ⓘ）是法国上莱茵省的一个市镇，属于坦恩-盖布维莱尔区。

## 地理
拉默斯马特（47°47'23"N, 7°4'11"E）面积5.47 平方千米，位于法国大東部大區上莱茵省，该省份为法国东部内陆省份，是阿尔萨斯的一部分，今与下莱茵省组成了阿尔萨斯欧洲集体，其北临下莱茵省，西接孚日省，西南接贝尔福地区省，东侧沿莱茵河与德国相望，南与瑞士接壤。
与拉默斯马特接壤的市镇（或旧市镇、城区）包括：上布尔巴克、比奇维莱尔莱坦恩、莱姆巴克、坦恩、下布尔巴克、罗德伦。
拉默斯马特的时区为UTC+01:00、UTC+02:00（夏令时）。

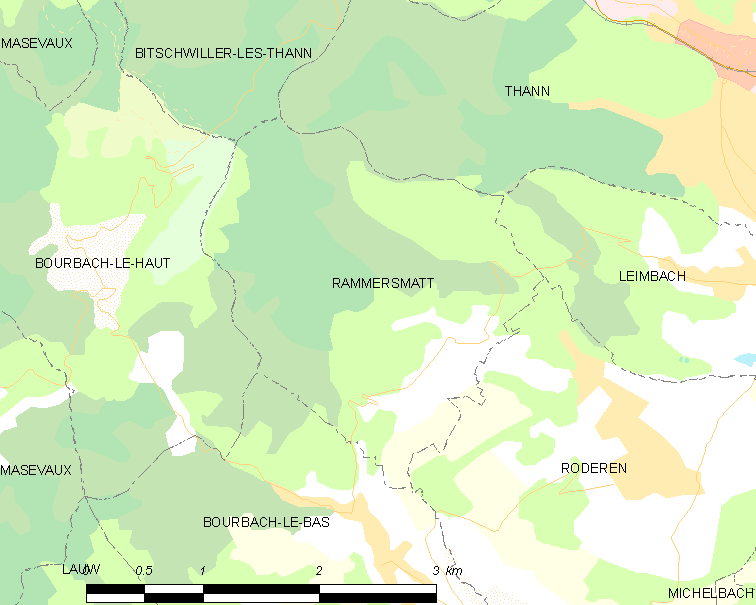
拉默斯马特的OSM定位图

## 行政
拉默斯马特的邮政编码为68800，INSEE市镇编码为68261。

## 政治
拉默斯马特所属的省级选区为塞尔奈县。

## 人口

1962-2008年间拉默斯马特人口变化图示

拉默斯马特于2022年1月1日时的人口数量为224人。